# لیگ دسته اول فوتبال ایرلند
لیگ دسته اول فوتبال ایرلند (ایرلندی: Céad Roinn Sraith na hÉireann) دومین لیگ معتبر فوتبال در کشور جمهوری ایرلند است که در سال ۱۹۸۵ بنیان‌گذاری شده و زیر نظر اتحادیه فوتبال ایرلند برگزار می‌شود.